# شورش آشیکاگا یوشی‌آکی
شورش آشیکاگا یوشی‌آکی (به ژاپنی: 足利義昭の乱)، در سال ۱۵۷۳ (میلادی) و توسط آشیکاگا یوشی‌آکی، پانزدهمین شوگون ژاپن و یکی از اعضای خاندان آشیکاگا انجام شد. یوشی‌آکی در سال ۱۵۶۸ با حمایت اودا نوبوناگا که به او در کسب قدرت کمک کرد، شوگون شد. نیروهای خاندان اودا وارد کیوتو شدند. این تصاحب به دلیل فقدان قدرت مرکزی مؤثر در کیوتو در آن زمان، سریع بود. با این حال، آشیکاگا یوشی‌آکی به عنوان یک دولت دست‌نشانده تحت کنترل مستقیم نوبوناگا عمل کرد.